# Cristal (Starmania)
 (mai 2025).
Cristal est un personnage de Starmania, l'opéra-rock de Michel Berger et de Luc Plamondon.

## Présentation

### Biographie fictive
Cristal affirme avoir été pendant longtemps « la petite fille en rose ». Optimiste quant à l'avenir et déjà très déterminée, elle s'émancipe rapidement de sa cage dorée.
Adulte, elle devient la présentatrice-vedette de l'émission Starmania, diffusée sur Télé Capitale, une chaîne d'Information en continu. Starmania présente des figures populaires ou de parfaits anonymes, permettant à chacun d'accéder à la célébrité. Celle que l'on surnomme alors le sourire de Télé Capitale témoigne déjà d'une notoriété incontestable. Elle s'entretient notamment avec Zéro Janvier, un milliardaire aux idées totalitaires et candidat à la présidence.
Alors que Monopolis est en pleine ébullition, Cristal est contactée par une dénommée Sadia : sa mystérieuse interlocutrice lui propose une interview avec Johnny Rockfort, le chef des Étoiles Noires. Ce groupe terroriste fait régner la terreur sur la ville et s'oppose radicalement à Janvier. La jeune femme sent le scoop et accepte d'emblée.
Trois jours plus tard, Cristal se rend à l'Underground Café pour mener un entretien filmé avec Rockfort. Sa première impression avec Sadia s'avère désastreuse : Marie-Jeanne, serveuse des lieux, affirme qu'elles sont « comme le feu et l'eau ». Sadia prend ombrage de la présence de Cristal, surtout lorsque Johnny la congédie froidement (« mêle-toi de c'qui te regarde »).
Au premier regard, c'est le coup de foudre entre Johnny et Cristal. La présentatrice devine de suite qui il est et le jeune homme la contemple avec une admiration à peine voilée (« t'es encore plus belle en trois dimensions »). À la fin de l'entretien, qui a pris une tournure de plus en plus personnelle, les jeunes gens se déclarent leur flamme.
Cette dernière disparaît à la suite de l'entretien et Télé Capitale affirme que sa présentatrice fétiche a été enlevée. Marie-Jeanne révèle qu'il en va tout autrement : par amour, Cristal s'est enfuie avec Johnny et a rejoint le groupe. Sa passion pour le rebelle l'amène à reconsidérer la vacuité de son existence et la superficialité de son monde.
Alors que les Étoiles Noires se sont retranchées dans un hangar désaffecté, Johnny et Cristal vivent une passion toujours plus exclusive et intense. La nouvelle venue déplaît à Sadia, dont l'influence décline inexorablement sur Johnny et sa bande. Jusqu'alors tête pensante des Étoiles Noires, Sadia est reléguée au rang de second violon. Lorsqu'elle exige que Cristal écrive un télégramme pour revendiquer son enlèvement, cette dernière propose une autre stratégie de communication : pirater la fréquence de Télé Capitale lors d'un débat entre Zéro Janvier et son opposant politique (le Gourou Marabout). Elle expliquerait alors qu'elle a rejoint les Étoiles Noires par amour. Johnny se range à cette suggestion et Sadia quitte les Étoiles Noires sur une menace à peine voilée.
Cristal met son plan à exécution et crie au monde entier son besoin d'amour :

« Avec lui j'ai envie de danser

Pieds nus dans la lumière

J'ai envie de marcher sur la mer

De planer dans les airs

Au secours

J'ai besoin d'amour »

L'idée s'avère être un succès : photographiée en costume d'Étoile Noire aux côtés de Johnny, elle devient une icône populaire, accentuant son prestige et celui du groupe. Elle est reniée par ses parents à la suite de cette intervention, ce qui n'est pas un frein aux ambitions rebelles et amoureuses de la jeune femme.
En dépit de leur succès, le couple ne s'entend pas sur leur futur. Redoutant de perdre son grand amour, Johnny veut se retirer de la criminalité en compagnie de son amante. Mais Cristal refuse violemment et le pousse à davantage de radicalité pour imposer leurs revendications. L'ancienne présentatrice suggère alors de faire « sauter la tour dorée de Zéro Janvier ».
Johnny, Cristal et les Étoiles Noires s'apprêtent à poser une bombe à Naziland, la discothèque de Janvier. Mais Sadia, qui s'avère être à la solde de Janvier, les dénonce. Sa trahison entraîne la mort de Cristal.

### Décès
Cristal meurt dans chaque version de Starmania mais de façon différente :
- Dans la première représentation du spectacle, l'attentat échoue et les hommes de Zéro Janvier se lancent aux trousses des Étoiles noires. Cristal perd la vie au cours de la poursuite et est jetée du haut de l’édifice. Son corps est porté en procession, soulignant son statut d'icone et de martyre.
- Dans les années 80, la production filmée au Théâtre Marigny la montre être tuée par les tirs des gardes du Naziland.
- En 1993, elle est touchée par l'explosion alors qu'elle tente de s'échapper avec Johnny.
- En 2000, elle est étranglée par Zéro Janvier en personne, ce dernier ayant succombé à la folie.
- Dans la tournée 2022-2024, elle est abattue d'une balle par Sadia. Johnny concrétise le projet de sa compagne en activant la bombe, vouant à la mort toutes les personnes présentes à Naziland parmi lesquelles Janvier, Ziggy et Sadia.

### Caractère
Sous ses allures de poupée souriante et lisse, voire un peu superficielle, Cristal est une protagoniste éminemment plus complexe. Au fil de l'opéra rock, elle démontre un tempérament de feu. Les créateurs de la tournée 2022-2024 estiment qu'elle « incarne la beauté, la réussite et la lumière, reflet brillant et souriant dans un monde sombre et violent [...] Son chemin est celui d'une émancipation ». Indocile et déterminée, elle affirme très tôt ses ambitions de carrière, ses choix amoureux puis, enfin, ses convictions.
Elle assume d'emblée son attirance pour Johnny en lui posant des questions de plus en plus personnelles durant leur entretien : « Expliquez-nous pourquoi / Pourquoi tous ces crimes anonymes ? ; Votre philosophie terroriste / Est-elle futuriste ou naturiste ? ; Que pensez-vous du mariage ? ». Par la suite, elle se déclare « avec Johnny Rockfort, à la vie à la mort ».
Si elle est au sommet bien avant sa rencontre avec les Étoiles Noires, sa découverte de l'amour la submerge et éveille en elle une conscience politique. S'ils succombent à une passion réciproque, Johnny et Cristal connaissent une évolution diamétralement opposée : ayant enfin trouvé une raison de vivre, le jeune homme s'adoucit et aspire à une vie moins violente ; Cristal, elle, se montre radicale et laisse éclater au grand jour la brutalité extrême dont elle est capable. Elle s’avère ainsi bien plus radicale que Johnny et succède à Sadia comme le cerveau des Étoiles Noires, en partie aussi pour garder une crédibilité médiatique. Quand Johnny est prêt à renoncer à son quotidien pour s'enfuir avec elle, suggérant qu'ils pourraient « s'en aller et tout recommencer », Cristal refuse et le rabroue durement : 

« Il faut qu'on fasse un coup d'éclat !
Depuis que je suis avec toi,
J'ai l'impression que tu recules.
J'ai crié dans tous les médias
Que je partageais ton combat.
Je ne veux pas être ridicule ! »

Cette réplique assassine souligne également le fait qu'elle se soucie encore de son image, image sur laquelle sa carrière entière a été construite.
C'est finalement sur son impulsion que Johnny accepte de mener un ultime attentat au Naziland, attentat qui sera fatal aux amants maudits.

### Représentation physique
Cristal est réputée pour son charme et sa beauté, au point d'être surnommée le sourire de Télé Capitale. Johnny la compare à un ange.
Traditionnellement, depuis France Gall, elle est présentée sous les traits d'une jeune femme élancée et blonde.

## Sources d'inspiration
Si le syndrome de Stockholm est absent dans leur relation, l'idylle entre Johnny et Cristal se base en partie sur une affaire très médiatisée de 1974 : celle de l'enlèvement de la riche héritière Patricia Hearst par l'Armée de libération symbionaise, dont elle a soutenu les opérations par la suite.
Les similitudes entre la romance shakespearienne et l'histoire d'amour immédiate mais éphémère unissant Johnny à Cristal sont confirmées par Plamondon : « Sur fond de violence, notre idée était de raconter une histoire d'amour entre le chef des terroristes et la jeune star des médias, une sorte de Roméo et Juliette rock ».

## Interprètes

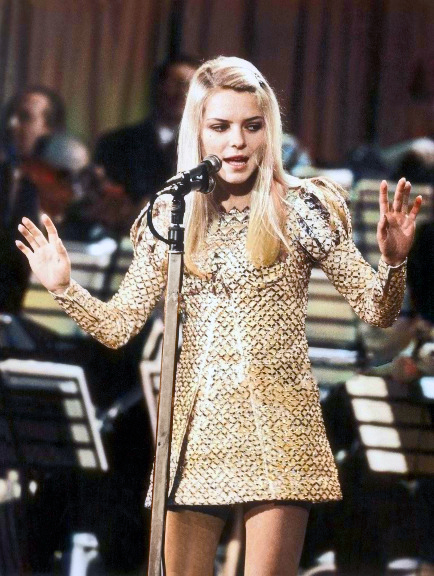
France Gall, la première interprète de Cristal (ici en 1969).

### Liste des interprètes
Cristal a été incarnée par France Gall, Martine St-Clair, Anne Bisson, Nathalie Lermitte, Annika Bruhns, Judith Bérard, Edith Fortin, Raphaëlle Paquette et enfin Lilya Adad, en alternance avec Gabrielle Lapointe.

### Vision des interprètes et des créateurs sur le rôle
A l'origine, Plamondon et Berger voulaient favoriser un casting d'inconnus. Sur la pression des producteurs et bien conscients du budget nécessaire à leur opéra rock, ils consentent à amener des stars sur le projet. Chacun opte pour sa muse : Diane Dufresne pour le parolier et France Gall pour le compositeur. La première devient Stella Spotlight, la seconde Cristal. Bernard de Bosson (PDG de Warner France) juge cette décision salutaire : « On a ressorti le double album avec ce nouveau titre (Besoin d'amour), [...] ça a fait un carton. On avait trouvé notre locomotive. Du coup, ils ont ajouté France Gall au casting de la comédie musicale. Sans France, Starmania n'aurait peut-être pas marché ». L'intéressée n'aime pas répéter et révèle avoir eu du mal à entrer dans le rôle, par manque d'habitude. En revanche, elle apprécie chaque représentation : « C'était quelque chose de très vivant où l'énergie et l'émotion des chansons se mélangeaient ».

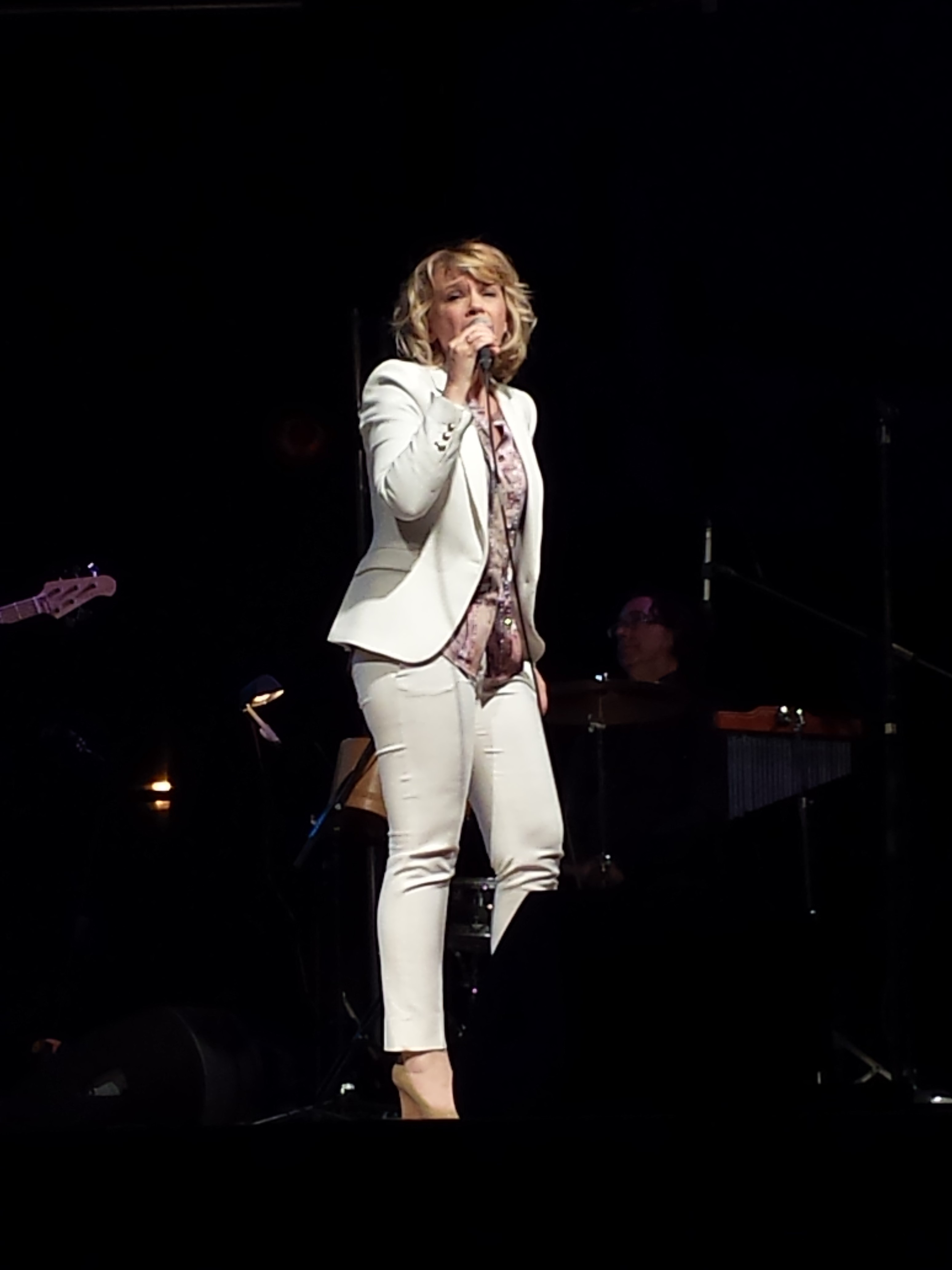
Martine St-Clair (ici en 2015), première interprète québécoise de Cristal, jouera le rôle dans deux productions différentes.

Lors du lancement de Starmania au Québec, en 1980, le rôle de Marie-Jeanne est initialement dévolu à Martine St-Clair alors âgée de dix-sept ans. Mais Louise Forestier veut à tout prix jouer la serveuse automate : « J'ai appelé Luc [Plamondon], qui était mon voisin [...]. Je lui ai rétorqué que j'avais 35 ans, l'âge idéal pour Marie-Jeanne, et que Martine St-Clair était trop jeune. Je lui ai donc suggéré de lui faire jouer Cristal ». Plamondon salue l'idée et St-Claire devient Cristal, malgré ses réticences. L'expérience change la vie de la jeune interprète : « Je vivais dans un monde pas du tout extraverti, je parlais peu, j'étais très réservée. Cristal m'a obligée à sortir de cette bulle. [...] C'était presque une guerrière et je peux dire qu'elle m'a donné des munitions pour affronter ma propre existence. Cristal m'a marquée au fer, elle fera toujours partie de moi. [...] Ce rôle a défini ma vie. Cette innocence, cette soif de comprendre les gens, les choses, le monde [...]. Elle est attirée par la lumière, la célébrité mais elle a aussi besoin de noirceur. Elle sait que la vie n'est pas que lumière, elle veut toucher à l'obscurité ». Huit ans plus tard, St-Clair se glisse à nouveau dans la peau du personnage, cette fois à Paris.
Sur la tournée 2022-2024, Lilya Adad et Gabrielle Lapointe incarnent Cristal en alternance. Pour Adad, « il est difficile de jouer un personnage et de le chanter sans y mettre un peu de soi. [...] Lorsqu'elle va rencontrer Johnny Rockfort et qu’elle va tomber amoureuse, [...] elle mesure soudain combien elle a manqué d'amour et elle en devient même complètement folle. Cependant, je crois qu'elle a toujours eu en elle une sorte de violence. On ne peut pas la jouer cute, un peu girly, elle a du chien, du mordant. C'est un personnage complexe, et j'adore. Je suis tellement heureuse de jouer Cristal. Ma Cristal est assoiffée de liberté et d'amour, elle est rock ». Lapointe revient sur l'ambiguïté nécessaire à sa prestation : « avec Thomas Jolly, le metteur en scène, on a pris le temps de dresser un portrait très en profondeur du personnage de Cristal. Elle vit sa vie de star jusqu'au moment où elle se rend compte que tout sur quoi son existence s’est construite est faux. C'est une dégringolade d’un extrême à l’autre. Au départ, elle est très pétillante, superficielle, puis elle bascule du côté obscur… J'ai toujours adoré jouer les personnages profonds. Sur le plan de la comédie, ce sont des rôles riches. Il y a énormément d'éléments dans la trajectoire de Cristal dans lesquels on peut puiser pour lui donner vie. [...]  Au début, on peut la jouer princesse Disney, puis on la fait évoluer dans un climat beaucoup plus dramatique. De princesse elle devient sorcière ».

## Chansons de Cristal dans l'opéra rock

### Acte I
- Ouverture (instrumental)
- Il se passe quelque chose à Monopolis[19]
- Starmania-Starmania (avec la speakerine et la troupe)
- Voulez-vous jouer avec moi ?
- Le Coup de téléphone (avec Sadia, Johnny Rockfort, Marie-Jeanne)
- Interview de Johnny Rockfort (avec Johnny Rockfort)
- Coup de foudre (avec Johnny Rockfort)
- Besoin d'amour (avec Johnny Rockfort)

### Acte II
- Trio de la jalousie (avec Sadia, Johnny Rockfort, troupe)
- Le Débat télévisé (avec l'évangéliste, Zéro Janvier, le Gourou Marabout, Marie-Jeanne, troupe)
- Quand on n'a plus rien à perdre (avec Johnny Rockfort)
- Les Uns contre les autres (avec Marie-Jeanne, Ziggy)
- Monopolis
- Final (avec la troupe)